# Soyedina vallicularia
Soyedina vallicularia is een steenvlieg uit de familie beeksteenvliegen (Nemouridae). De wetenschappelijke naam van de soort is voor het eerst geldig gepubliceerd in 1923 door Wu.
De soort komt voor in het oosten van Noord-Amerika.